# Кривая Мура
Кривая Мура — это непрерывная фрактальная заполняющая пространство кривая, являющаяся вариантом кривой Гильберта. Была предложена в 1900 году американским математиком Элиакимом Гастингсом Муром (англ. E. H. Moore). В случае замкнутой версии кривой Гильберта и её можно рассматривать как объединение четырёх копий кривых Гильберта, комбинированных таким образом, чтобы получить совпадение концов.
Поскольку кривая Мура заполняет пространство, её размерность Хаусдорфа равна 2.
Следующие рисунки показывают несколько первых шагов построения кривой Мура.

## Представление в виде системы Линденмайера
Кривую Мура можно выразить в системе переписывания (L-system).
Alphabet:   L, R
Constants:   F, +, −
Axiom:   LFL+F+LFL
Production rules:
L → −RF+LFL+FR−
R → +LF−RFR−FL+
Здесь F означает "идём вперёд", + означает "поворачиваем влево на 90°", а − означает "поворачиваем направо на 90°" (см. «Черепашья графика»).

## Обобщение для более высоких размерностей
Существует элегантное обобщение  кривой Гильберта для пространства любой размерности. Если проходить вершины n-мерного гиперкуба в порядке кода Грея, получим генератор n-мерной кривой Гильберта. См. MathWorld.
Для построения кривой Мура порядка N в размерности K помещаем 2K копий K-мерных кривых Гильберта порядка N − 1 в каждом углу K-мерного гиперкуба, вращаем их и соединяем их отрезками. Добавленные отрезки следуют пути кривой Гильберта порядка 1. Это построение работает даже для кривой Мура порядка 1, если определить кривую Гильберта порядка 0 как геометрическую точку. Отсюда следует, что кривая Мура порядка 1 — это то же самое, что кривая Гильберта порядка 1.
Для построения кривой Мура порядка N в трёхмерном пространстве помещаем 8 копий трёхмерных кривых Гильберта N − 1 в углах куба, вращаем их и соединяем отрезками. Построение демонстрируется на сайте Wolfram Demonstration.
Кривая Мура третьего порядка в трёхмерном пространстве: